# GTS Rail
GTS Rail è un'impresa ferroviaria italiana di proprietà dell'operatore logistico General Transport Service.
Attiva dal 2008, nel trasporto merci, la società opera servizi di manovra e trazione ferroviaria curando per conto delle altre aziende del gruppo relazioni ferroviarie internazionali, ciò anche in virtù della presenza nel capitale azionario di Crossrail e all'esperienza derivata dalla partecipazione al programma comunitario denominato "Marco Polo II".

## Settori di attività
L'azienda offre servizi di trasporto completo operando sulle seguenti relazioni ferroviarie:
- Bari Lamasinata - Piacenza
- Bari Lamasinata - Milano Smistamento
- Nola Interporto - Milano Smistamento
- Pomezia - Novara Boschetto
- Nola Interporto - Piacenza
- Pomezia - Piacenza
- Bari Lamasinata - Bologna Interporto - Padova Interporto
- Bari Lamasinata - Verona Quadrante Europa
- Brindisi - Jesi Interporto
- Parma - Zeebrugge
- Milano Smistamento - Rotterdam
- Piacenza - Zeebrugge
- Bologna - Zeebrugge
- Piacenza - Gliwice

Tali relazioni si inseriscono nel più ampio quadro delle relazioni gestite dal gruppo GTS fra le quali quelle derivanti dal coinvolgimento nei progetti comunitari.
Le manovre, elemento caratteristico del traffico ferroviario, sono spesso effettuate da GTS Rail in autoproduzione, come avveniva presso il terminal di Piacenza con le locomotive Mak ivi presenti o come avviene a Roma Smistamento grazie alla disponibilità di una 245 FS.
Nel 2014 GTS Rail ha annunciato di voler operare anche nel settore del trasporto passeggeri, aggiornando conseguentemente la propria licenza di impresa ferroviaria.

## Storia
Acquisita nel 2008 la licenza di impresa ferroviaria italiana e dopo le necessarie corse di istruzione per l'ottenimento del certificato di sicurezza, GTS Rail avviò i primi servizi regolari nel 2010 sulla tratta Bari Lamasinata-Piacenza come treni TCS 58002/55025 diretti verso il nord Europa con trazione Crossrail e Trenitalia.
La prima coppia di merci effettuati da GTS Rail fra Bari e Brindisi (treni MRV 58609 e MRV 58308/78232) risale agli inizi del 2011, anno in cui dal 22 febbraio venne attivato il collegamento Bologna–Bari e, il 14 marzo, il nuovo servizio Bologna-Rotterdam con 3 treni settimanali, che si andarono a sommare ai preesistenti Piacenza/Bologna-Zeebrugge (6 corse a settimana), Piacenza/Bologna-Parigi (3 corse), Piacenza/Bari-Patrasso (6 corse), Bari-Gioia Tauro (3 corse). Per far fronte ai nuovi traffici vennero assunti ulteriori altri 20 collaboratori.
Il collegamento con Zeebrugge derivava dalla partecipazione al programma Marco Polo II, attivo fra il 2007 e il 2013, che comprendeva una misura di cofinanziamento della Commissione Europea mirata allo spostamento di traffici dalla strada ai settori ferroviario e marittimo; in particolare la quota destinata a GTS Rail, pari a 2,91 milioni di euro in 36 mesi, era dedicata all'avvio di un collegamento trisettimanale in collaborazione con Crossrail fra i terminal di Zeebrugge e Pomezia, quest'ultimo terminal sostituito da quello di piedimonte San Germano, presso Cassino; in tale occasione GTS si dotò di ulteriori container di proprietà.
Il 2012 vide l'abbandono della relazione Bari-Gioia Tauro in favore del nuovo collegamento Roma-Piacenza e soprattutto l'acquisizione del 10% del capitale azionario di Crossrail.
Nel 2013 si registrò un'ulteriore crescita con l'aumento a quattro delle copie settimanali fra Piacenza e il Lazio e da cinque a sei di quelle fra Milano e Parigi, con l'estensione ad altre direttrici del certificato di sicurezza.

## Dati societari
GTS Rail è in possesso della licenza di impresa ferroviaria merci numero 50, rilasciata il 21 marzo 2008; il Certificato di Sicurezza per operare su rete RFI è stato rilasciato dall'Agenzia Nazionale per la Sicurezza delle Ferrovie il 10 dicembre 2009.
La collaborazione con altre imprese e vettori ferroviari portò nel 2012 all'acquisizione del 10% del capitale azionario della società svizzera Crossrail, che dispone a sua volta della licenza di impresa ferroviaria anche in Italia.
La costituzione della controllata svizzera GTS Rail Sagl, che ha presentato domanda di licenza e certificato di sicurezza in tale Paese, rientra nella dichiarata strategia di assumere un graduale controllo degli asset produttivi per intercettare in maniera efficiente il previsto incremento della domanda di traffico ferroviario tra il nord ed il sud Europa.
Un'ulteriore partnership è stata avviata con la società Ferrotramviaria di Bari, in virtù della quale i treni merci lungo la ferrovia Adriatica potranno avvalersi della trazione anche delle due locomotive E 483 040 e 041 di tale operatore.

### Materiale di trazione

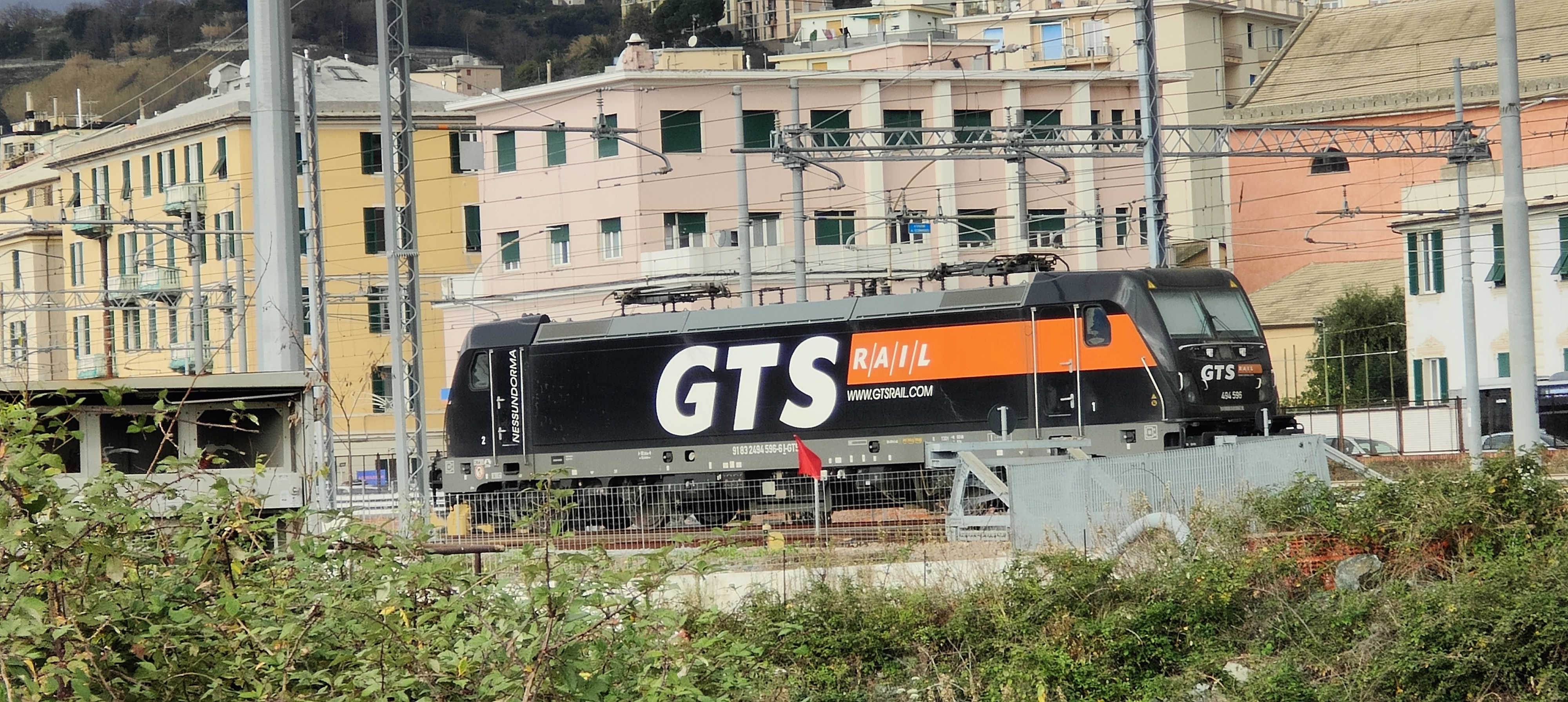
La TRAXX 494.596 Nessundorma fotografata nell'area merci di Genova Pra-Palmaro

Caratteristica distintiva di GTS Rail rispetto ad altre aziende italiane analoghe è la disponibilità di una significativa flotta di locomotive di proprietà, basata sul modello Bombardier TRAXX, all'occorrenza integrata con unità a noleggio.
Le locomotive GTS Rail appartengono al gruppo E 483, locomotive a corrente continua omologate per la rete italiana, e sono riconoscibili per una livrea nera completata con i loghi aziendali; ciascuna di esse dispone di un nome di battesimo, riprendendo una pratica in uso sui rotabili ferroviari di metà Ottocento.
Nel dettaglio, alla consegna della prima unità classificata E 483 051 Sasha, avvenuta nel 2009, ha fatto seguito quella delle successive unità via via ordinate, che nel 2010 portò all'immissione in servizio fra il 2011 e il 2012 delle E 483 054 e 055, battezzate rispettivamente Elettra e Zoe.
Per periodi di tempo più o meno lunghi, GTS ha avuto nella propria disponibilità ulteriori unità analoghe, prese a noleggio dalla società Alpha Trains, entrambe già in uso a cura di NordCargo: la E.483.001 GTS, ribattezzata Italia in occasione del centocinquantesimo anniversario dell'unità d'Italia e e la E 483 006, ribattezzata Zeus, a noleggio dall'aprile 2011 alla fine del 2013 e in seguito passata a Oceanogate.
All'occorrenza, alcune unità sono rese a loro volta disponibili verso altri operatori in regime di subnoleggio; l'adesione al raggruppamento Italian Railway Freight Alliance (IRFA) consente inoltre di disporre di locomotive in service da parte delle altre aziende associate, come nel caso di Captrain per la trazione dei servizi RoLa nel 2013.
Dopo una valutazione avvenuta nel 2012 rispetto al possibile acquisto 5 locomotive ibride sempre del modello TRAXX, l'azienda si è orientata verso l'ordine di due unità analoghe alle precedenti, stipulato nel 2014 assieme a quello di 130 carri per i servizi intermodali di cui 100 carri pianali articolati e 30 carri ribassati realizzati dalla Multifret.
Per un certo lasso di tempo sono state nelle disponibilità di GTS Rail anche le due locomotive Diesel-elettriche 661 e 664, unità da 1020 kW realizzate da Mak DE1003 nel 1988 in 4 esemplari per la Rurhkohle AG ov'erano classificati 661-664, importate nel 2008 da Railconsult, utilizzate presso il terminal di Piacenza Intermodale e cedute nel 2010 rispettivamente alla Logyca UMF di Udine e alla Swiss Rail Traffic AG di Glattbrugg.
Alla fine del Gennaio 2020 l'azienda ha ordinato 3 locomotive Siemens Vectron DC che rappresentano l'inizio di una nuova partnership tra le due aziende, sancita anche dalla stipula di un contratto di service che si svolgerà presso le officine di manutenzione di GTS a Bari.
A inizio estate 2020 GTS ha acquistato altre 2 locomotive E.483 e 3 locomotive diesel D.753 da Sistemi Territoriali

#### Materiale di trazione - prospetto di sintesi
| Unità   | Anno di acquisizione | Costruttore | Nome di battesimo  | Note                                     |
| ------- | -------------------- | ----------- | ------------------ | ---------------------------------------- |
| 191 043 | 2020                 | Siemens     | Penelope           |                                          |
| 191 044 | 2020                 | Siemens     | Muvt               |                                          |
| 191 045 | 2020                 | Siemens     | Galileo            |                                          |
| 753 001 | 2020                 | CKD         |                    | Acquistata da Sistemi Territoriali       |
| 753 003 | 2020                 | CKD         |                    | Acquistata da Sistemi Territoriali       |
| 753 004 | 2020                 | CKD         |                    | Acquistata da Sistemi Territoriali       |
| 483 025 | 2020                 | Bombardier  |                    | Acquistata da Sistemi Territoriali       |
| 483 026 | 2020                 | Bombardier  |                    | Acquistata da Sistemi Territoriali       |
| 483 051 | 2009                 | Bombardier  | Sasha              |                                          |
| 483 052 | 2009                 | Bombardier  | Freedom            |                                          |
| 483 053 | 2009                 | Bombardier  | Independence       |                                          |
| 483 054 | 2011                 | Bombardier  | Elettra            |                                          |
| 483 055 | 2012                 | Bombardier  | Zoe                |                                          |
| 483 056 | 2015                 | Bombardier  | Nicola             |                                          |
| 483 057 | 2015                 | Bombardier  | Alessandro         | Ordinata nel 2014                        |
| 483 001 | -                    | Bombardier  | Italia             | Noleggiata da Alpha Trains nel 2011-2012 |
| 483 006 | -                    | Bombardier  | Zeus               | Noleggiata da Alpha Trains nel 2011-2013 |
| 483 058 | 2016                 | Bombardier  | Felicia            | Ordinata nel 2016                        |
| 483 059 | 2017                 | Bombardier  | Leonida            | Ordinata nel 2016                        |
| 483 060 | 2017                 | Bombardier  | Apulia             | Ordinata nel 2016                        |
| 494 251 | 2019                 | Bombardier  | Zeus               | Noleggiata a CFI                         |
| 494 252 | 2019                 | Bombardier  | Ulisse             | Noleggiata a CFI                         |
| 494 253 | 2019                 | Bombardier  | Livt da nanz       |                                          |
| 494 254 | 2019                 | Bombardier  | Mazinga zeta       |                                          |
| 494 255 | 2019                 | Bombardier  | Back to the future |                                          |

#### Materiale rimorchiato - prospetto di sintesi
340 unità di pianali per container
| Quantità | Anno di acquisizione | Costruttore | Tipo           | Note |
| -------- | -------------------- | ----------- | -------------- | ---- |
| 100      | 2019                 | Legios      | Pianale da 90’ |      |
| 60       | 2019                 | Legios      | Pianale da 60’ |      |